# Heinrich Lumpe

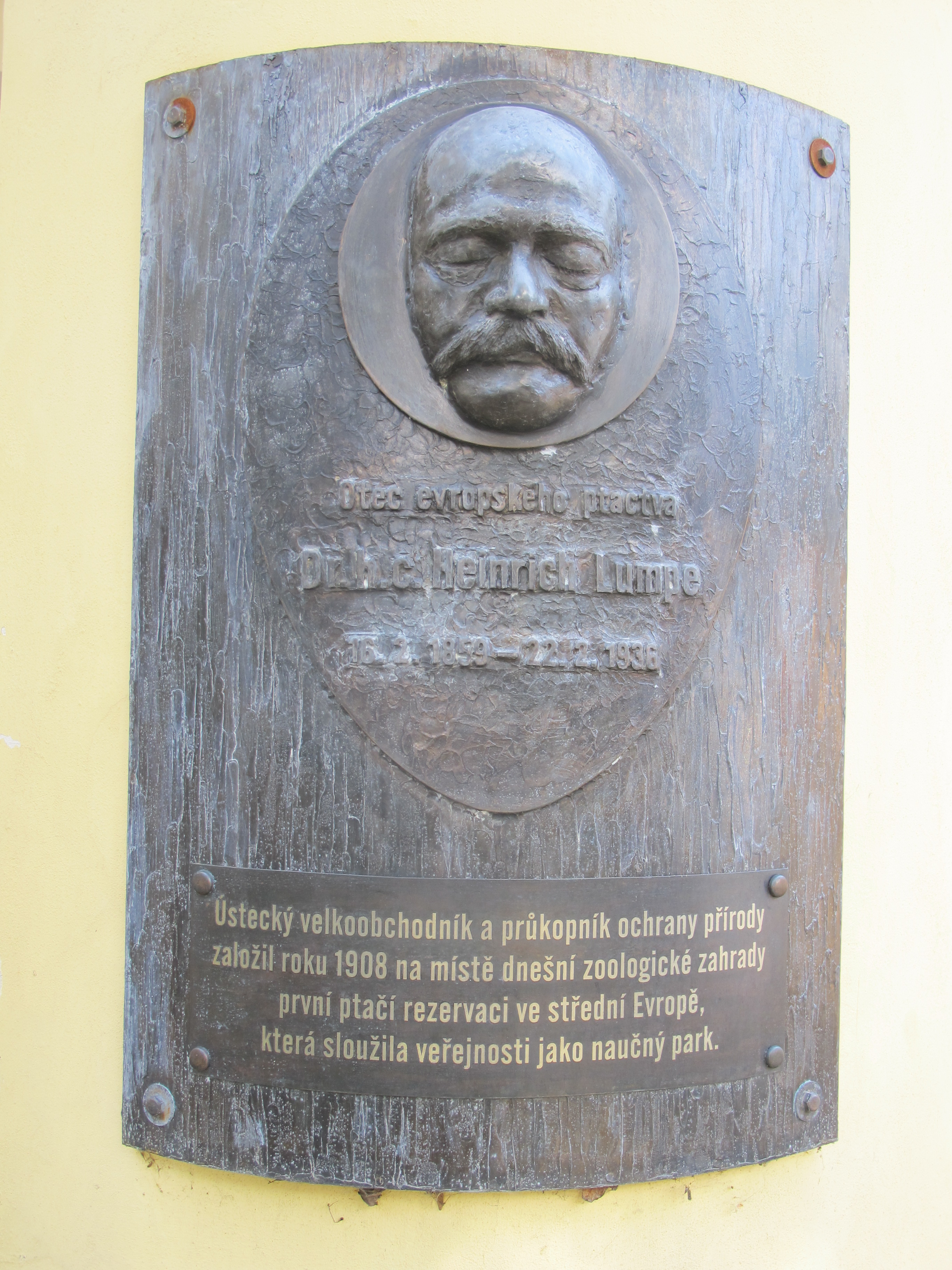
Pamětní deska v ústecké ZOO

Heinrich Lumpe, také znám jako Jindřich Lumpe (16. února 1859 Doubice – 22. února 1936 Dubí), byl ústecký podnikatel, velkoobchodník, mecenáš, ornitolog a ochránce přírody.

## Život a dílo
Heinrich Lumpe se narodil jako šesté ze dvanácti dětí obchodníka se dřevem. Učil se obchodníkem v Děčíně a zkoušky pak složil u svého strýce Ignaze Lumpeho, majitele železářského a koloniálního obchodu v Ústí nad Labem. Po několika letech strávených na zkušené v Německu (velkoželezářství Hennemann v Halle) se ujal ústeckého rodinného podniku přejmenovaného na Lumpe und Neffe (Lumpe a synovec). V podnikání byl úspěšný, obchod rozšířil, vystavěl novou prodejnu a sklady v Dlouhé ulici. Posléze roku 1908 založil novou firmu Nordböhmische Wasserbaugesellschaft, která se specializovala na výstavbu vodních děl. Budoval vodovodní sítě v Ústí nad Labem a mimo jiné vystavěl i vodovod na Sněžku, roku 1916 ovšem společnost zkrachovala a Lumpe se nadále věnoval jen obchodu.
Byl znám jako velký mecenáš a filantrop, od dětství miloval přírodu a angažoval se v její ochraně. Nejvíce investoval do ochrany ptactva. V roce 1908 koupil v Ústí nad Labem šestihektarový pozemek, na němž vybudoval první středoevropskou ptačí rezervaci a položil tak zároveň základní kámen ústecké zoologické zahrady. Ptačí rezervaci otevřel veřejnosti v roce 1914, areálu se tehdy říkalo „Lumpepark" a byl okrášlen keramickými pohádkovými postavami z dílny Ferdinanda Maresche. Park byl znám v celém Rakousku-Uhersku a jednalo se o vůbec první zoologickou zahradu na území českého království. Mimo ptactva byly součástí parku také srnčí obora, terárium s želvami, skleníky s teplomilnou florou a řada vzácných dřevin.
Lumpe vydával vícejazyčné letáky, v nichž veřejnost seznamoval s užitečností ptactva ve volné přírodě a poskytoval rady, jak budovat ptačí budky a chránit ptáky např. před kočkami. Bojoval zarytě za zákaz lovu zpěvných ptáků a za svou ochranářskou činnost obdržel celou řadu ocenění, např. čestný doktorát univerzity v Greifswaldu nebo čestnou zlatou medaili univerzity ve Vídni. V roce 1933 získal čestný titul „Otec evropského ptactva“ za svou snahu přimět Itálii v čele s Benitem Mussolinim, aby se přidala k evropské ochraně ptactva.
Zemřel za nevyjasněných okolností v Dubí na Teplicku, kde se v Tereziiných lázních léčil z nervové vyčerpanosti. 21. února odešel večer na poštu, ale na svůj pokoj se nevrátil. Druhý den byl nalezen utopený v zamrzlém rybníku, za příčinu jeho smrti bylo označeno srdeční selhání.

### Rodinný život
Dne 19. září 1894 se v Kundraticích u Litoměřic oženil s dcerou historika Julia Lipperta Marií (1864–??). Jejich manželství zůstalo bezdětné, dědicem Heinricha Lumpeho se podle závěti stal jeho synovec Alfred Lumpe, který se o jeho podnik i park staral do roku 1945, kdy byl vysídlen do Německa.